# Шенонсо (замък)
Замъкът Шенонсó (на френски: Château de Chenonceau) е един от най-красивите замъци в т. нар. Долина на Лоара във Франция. Той се намира на река Шер (приток на Лоара), в департамента Ендър-е-Лоар. Той е пример за ранно-ренесансова архитектура.

## Описание
Замъкът е построен направо върху реката, което може да се каже само за още един замък в региона – Монсоро. Голямата Алея на честта води към входа. Край нея се издигат ферма, оранжерия, стопански постройки, а днес – и ресторант и галерия. В края ѝ, сред горист район, е оформен обширен парк, свободен за посещение от туристи и един от най-красивите във Франция. Състои се от три части: централна, градините на Диан дьо Поатие (вляво) и градините на Катерина Медичи (вдясно). По-далеч в гората са създадени също лабиринт и комплекс от кариатиди. Пред самия замък се вижда старата кула на семейство Марк – първите известни собственици.
Шенонсо е построен върху квадратна основа, заобиколена от вода. От входа започва широк вестибюл. Вляво от него е разположена Залата за охрана (La Salle des Gardes), от която се стига до малък параклис. До нея – Стаята на Диан дьо Поатие (Chambre de Diane de Poitiers). Оттук може да се влезе в малкия Зелен кабинет (Cabinet Vert) и в още по-малка библиотека. От другата страна са залите, посветени на двама френски крале: на Луи XIV и на Франсоа I. Като продължение на вестибюла днес е галерията над реката. Тя е построена по-късно и в началото е представлявала наистина само мост. Сега е масивно двуетажно здание, в което се съхраняват картини от Рубенс, Шарл-Андре Ван Лоо, скулптури и гоблени.

## История

### Първи постройки
Шенонсо се споменава в документи за първи път през ХІ в. и се предполага, че тогава е построена първата сграда. Около 1230 г. вече същесвува малко укрепление, което трябва да контролира трафика по река Шер. То е изгорено по време на размирици през 1411 г., докато собственик е местният феодал Жан Марк (Jean Marques). Две десетилетия по-късно с кралски декрет му е разрешено да го възстанови, но и този нов замък не е съвременната постройка. От четирите кули (донжони) от онова време днес е останала само югозападната. В края на ХV в. Марк продават Шенонсо на Тома Бойе, родом от Милано, финансов съветник на Шарл VIII в Париж. Той срива досегашното здание и започва да строи ново, а работата ръководи съпругата му Катрин Брисонé. Тъкмо тази енергична дама е създателка на днешния замък и първата от поредицата дами, които са го притежавали. Затова той е известен като Замъкът на дамите.

### Кралски замък
Изглежда, че Тома Бойе е действал като агент на Луи XII и на Франсоа I и всъщност от този момент замъкът става собственост на кралската корона. Франсоа често отсяда в него и го преправя по свой вкус. После тук се настанява известната Диан дьо Поатие, любовница на сина му Анри ІІ. С типично женски подход тя създава първите градини, забележителни с реда и съвършенството си. Внезапната смърт на краля обаче я принуждава да се оттегли. Неговата съпруга – зловещата по-късно Катерина Медичи прогонва метресата и превръща Шенонсо в свое любимо място. Насоката на Диан обаче е продължена и се създават нови градини. На Катерина Медичи дължим също построяването на галерията над реката.
Когато кралицата умира (1589), в Шенонсо заживява Луиз дьо Лорен, вдовица на убития през същата година последен крал от рода Валоа – Анри ІІІ. Скоро след това той става собственост на друга метреса – Габриел д'Естре, любимата на Анри ІV. Но макар че замъкът остава собственост на Бурбоните, те нямат към него същия интерес. През 1650 г. Луи ХІV е последният крал, който отсяда в него.

### Упадък и нов възход
През 1720 г. Шенонсо е закупен от херцог дьо Бурбон, пръв министър на Луи XV (1723 – 1726). Той продава повечето картини и статуи, събрани днес в Лувъра и Версай. Замъкът преживява упадък и изгубва много от своята красота. През 1733 г. го купува богатият финансист Клод Дюпен. Както и по-рано се е случвало, той го поверява на грижите на жена си – интелигентната и културна Луиз Дюпен. Замъкът отново заблестява и градините му кипят от живот. В него се организират някои от прочутите салони на Просвещението. Тук гостуват Монтескьо, Волтер, Бюфон, Кондияк и дори радикалният Жан-Жак Русо. За пребиваването си в Шенонсо той пише в своите Изповеди: ”Прекарахме много приятно в това чудно място. Трапезата беше превъзходна. Надебелях като калугер.”:с. 375 Русо става частен учител на сина на мадам Дюпен и именно това го вдъхновява да напише по-късно прочутата си книга за отглеждането на децата „Емил или За възпитанието“. Тъй като е обичана от селяните в околността, Луиз Дюпен успява да съхрани красивия си дом по време на революцията от типичните за други части на страната разрушения.
През 1864 г. замъкът е закупен от Маргьорит Пелюз, която посвещава живота си, за да го реставрира. От края на ХІХ в. Шенонсо се предава от един на друг собственик и става популярна туристическа дестинация. Старинният му дух и историческа стойност са старателно запазени. Днес е собственост на фамилията Мение (Menier).

## Галерия
- Замъкът и галерията
- Кулата Марк
- Централната галерия (вестибюл)
- Градината на Диан дьо Поатие
- Параклисът
- Поглед от градината на Диан дьо Поатие